# Église Saint-Lazare de Marseille
L’église Saint-Lazare est située dans le  3e arrondissement de Marseille, au no 13 de la rue Saint-Lazare.

## Historique

### Origine du nom
Le nom de Saint-Lazare était donné au faubourg où est construite cette église car une léproserie mentionnée dès le XIIe siècle y était implantée. Cette maladrerie était tenue par les chevaliers de Saint-Lazare, ou Lazaristes, qui avaient pour mission de s'occuper des lépreux qui étaient rassemblés dans des ladreries afin que le mal ne se propage pas, car on en ignorait la thérapeutique à l'époque. En 1699, cet établissement, situé approximativement à l'angle des rues Camille-Pelletan et Desaix, est acheté par la ville pour y soigner les malades mentaux ou « insensés ». L'asile sera transféré en 1844 à l'ancien hôpital de la Timone.

### Édification
Mgr de Mazenod, n'étant encore qu'évêque d'Icosie, prend l'initiative de faire bâtir cette église ainsi que celle de Saint-Joseph au mépris des lois. En effet, à cette époque aucun édifice religieux ne pouvait être construit sans l'avis préalable favorable du conseil municipal, lequel n'avait pas été saisi. La construction qui commence en 1833 sera déclarée illégale par le conseiller municipal Fortoul dans son rapport du 28 décembre 1833 au conseil municipal. Cette construction sera par la suite régularisée grâce à la nouvelle politique religieuse du roi ; le conseil municipal dans sa séance du 12 février 1838 reconnait d'utilité publique l'érection de l'église Saint-Lazare. Il décide par la suite le 9 décembre 1841, sur le rapport de Marius Massot, de procéder à l'acquisition de l'église moyennant le prix de 168 000 frs. Le montant total des dépenses s'était élevé à 453 833 frs et avait nécessité la réalisation d'un emprunt dont Mgr Mazenod s'était porté personnellement garant.
L'église est édifiée de 1833 à 1838 suivant les plans des architectes Pascal Coste et Barral.

## Description
L'église a 45 m de longueur sur 23 m de largeur et se compose de trois nefs séparées par une colonnade d'ordre ionique. Le plafond est décoré de caissons en l'honneur pendant la Renaissance[pas clair], période dont l'influence est manifeste dans tous les édifices civils ou religieux construits par Pascal Coste. La galerie de tableaux placés le long des nefs latérales constitue l'originalité de cette église.

### Le chœur
Le chœur est décoré de trois tableaux peints par Jean-Joseph Dassy représentant trois épisodes de la vie de saint Lazare : la résurrection, l'apostolat et son martyre.

Chœur de l'église
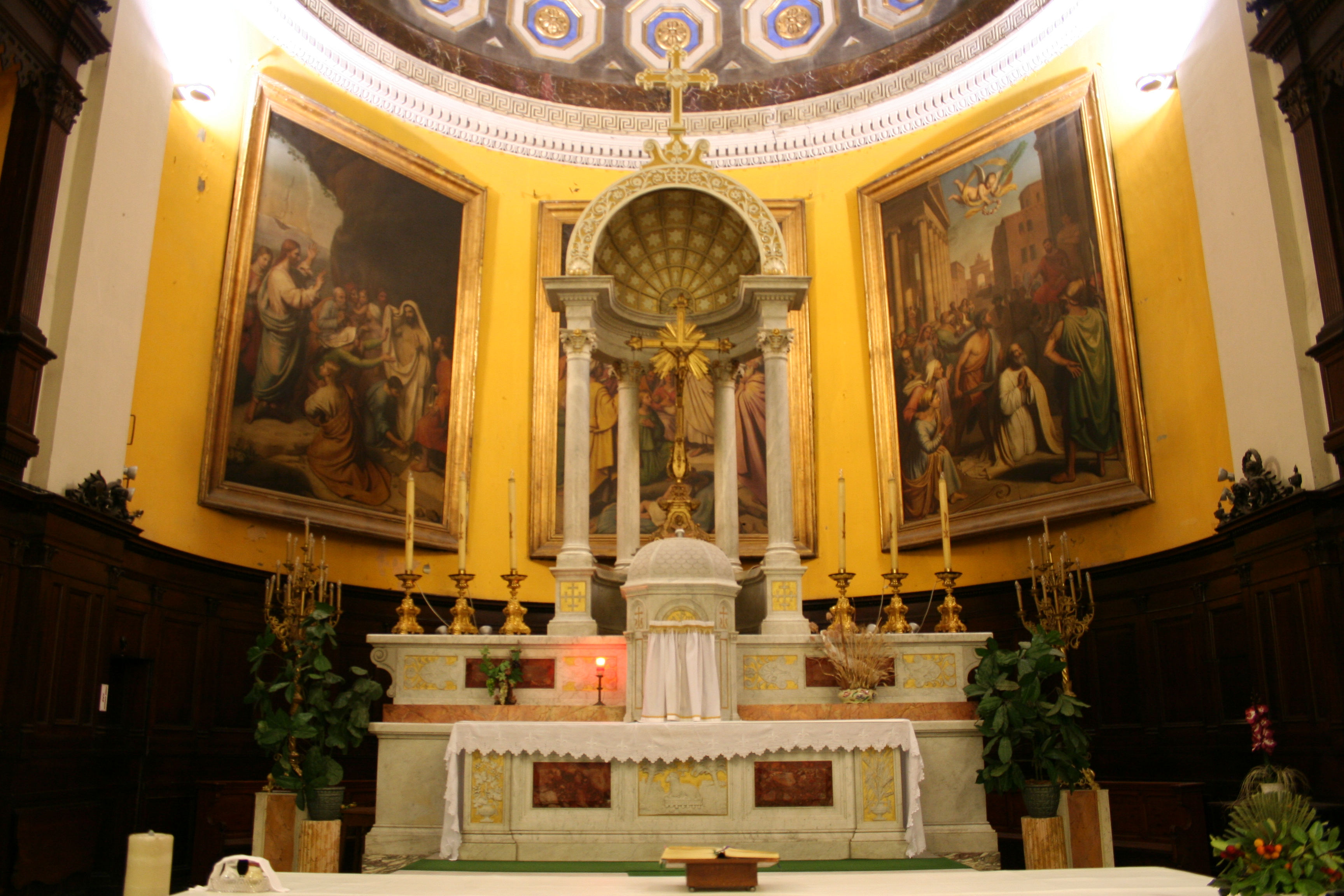
Vue générale du chœur.
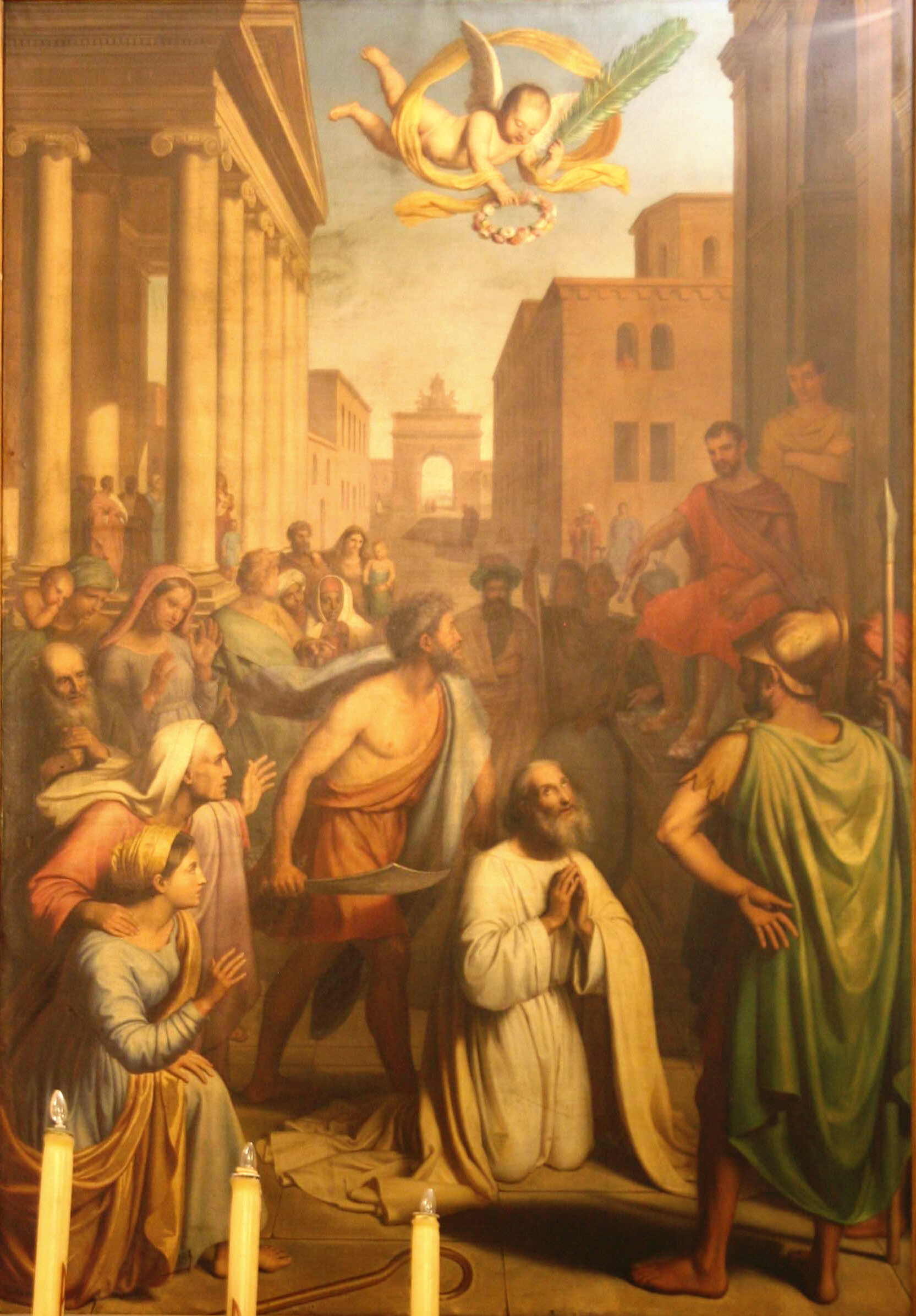
Jean-Joseph Dassy, Le Martyre de saint Lazare.
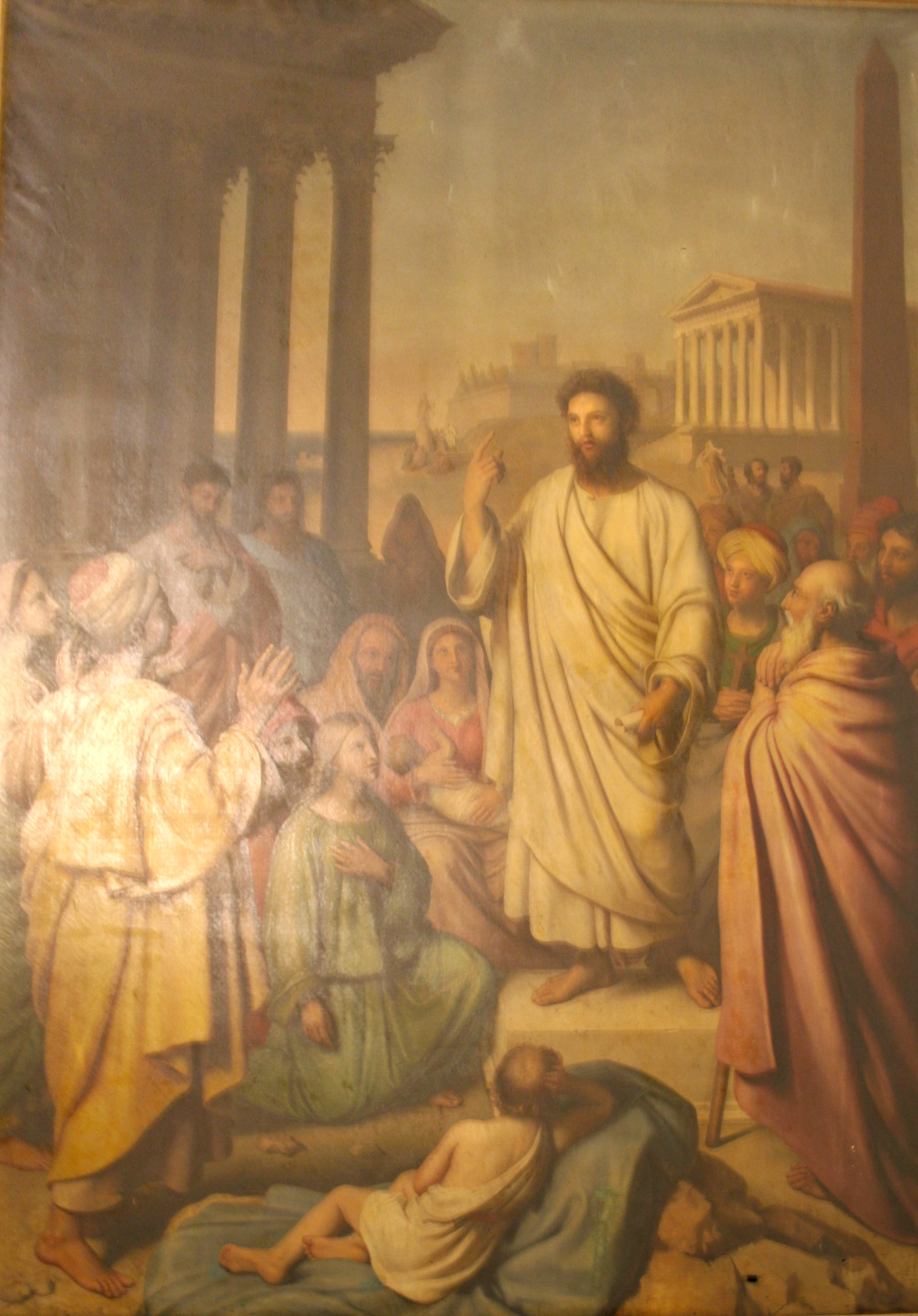
Jean-Joseph Dassy, L'Apostolat de saint Lazare.
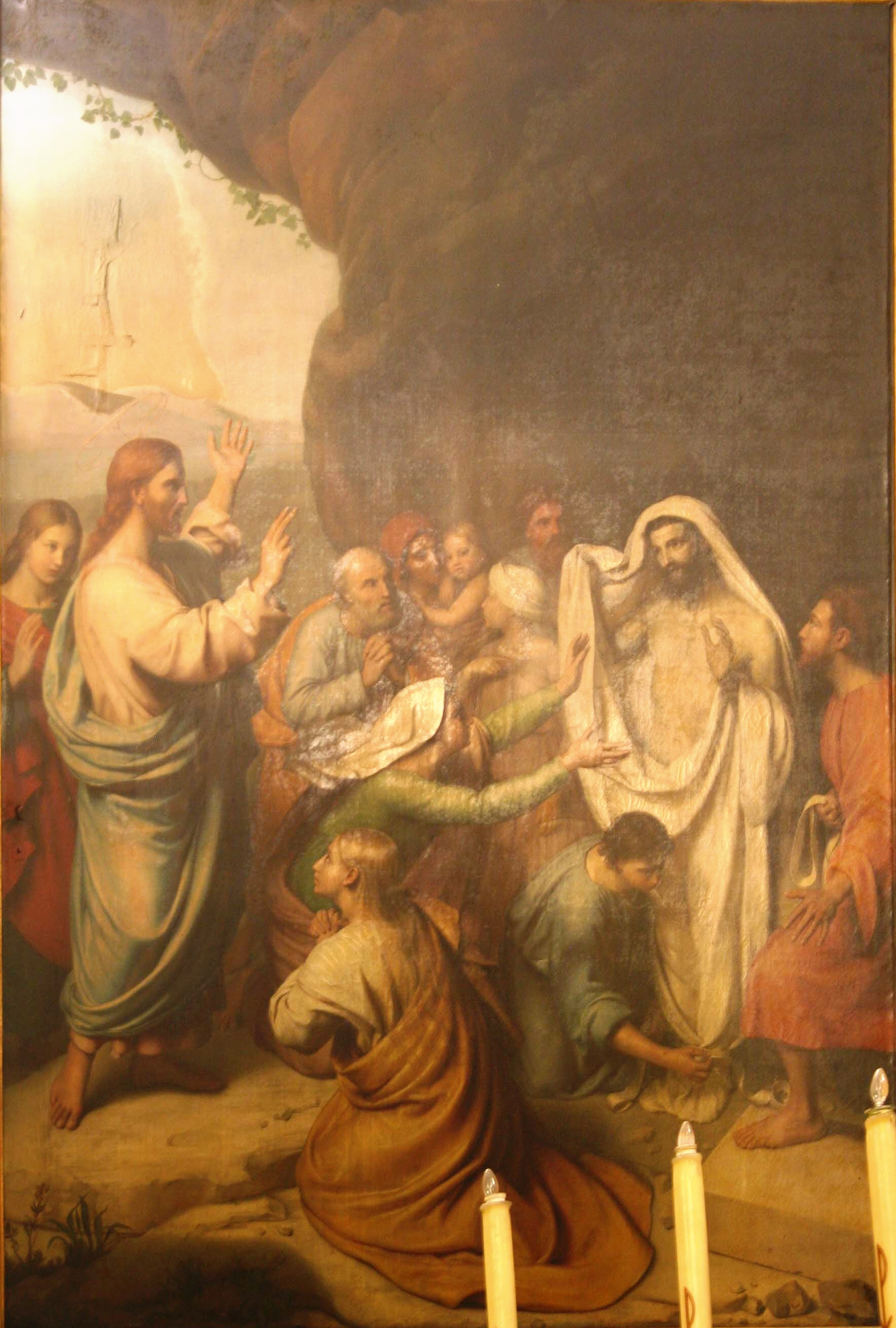
Jean-Joseph Dassy, La Résurrection de saint Lazare.
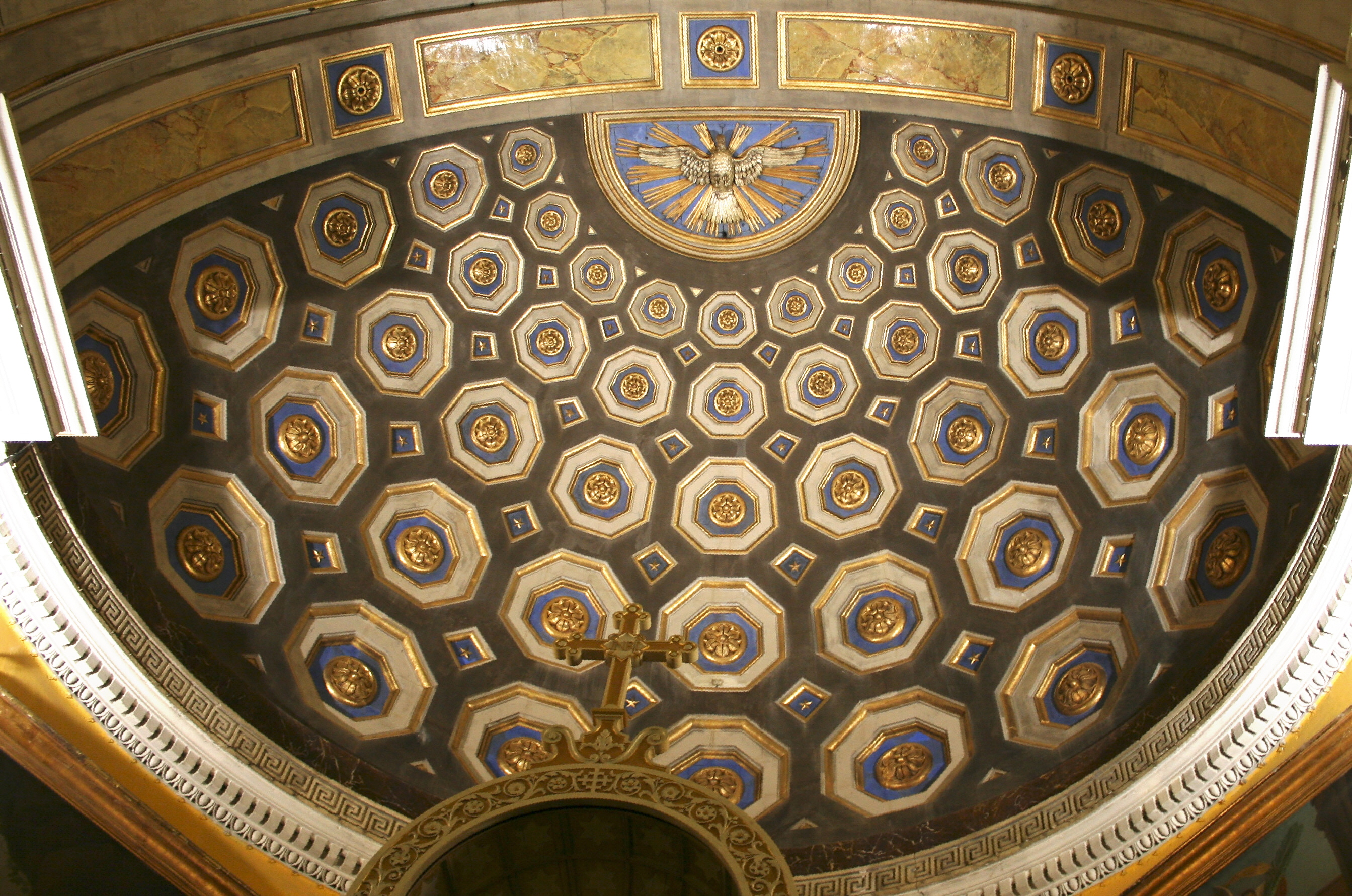
Détail du plafond du chœur.

### Bas-côté droit
À partir de l'entrée en se dirigeant vers la chapelle de la Vierge, on trouve successivement les tableaux suivants : La Femme adultère par Cantérini, La Samaritaine par Julien Gustave Gagliardini, L'Apparition du Seigneur à la bienheureuse Marguerite Marie par l'abbé Cartier, La Guérisson du paralytique par Auguste Nancy, La Délivrance des âmes du purgatoire par Gagliardi, Le Retour de l'Enfant prodigue par Pierre Bronzet aîné , La Mort de saint Joseph par Auguste Nancy et Le Couronnement de la Vierge par Jean-Joseph Dassy.

Tableaux du bas-côté droit
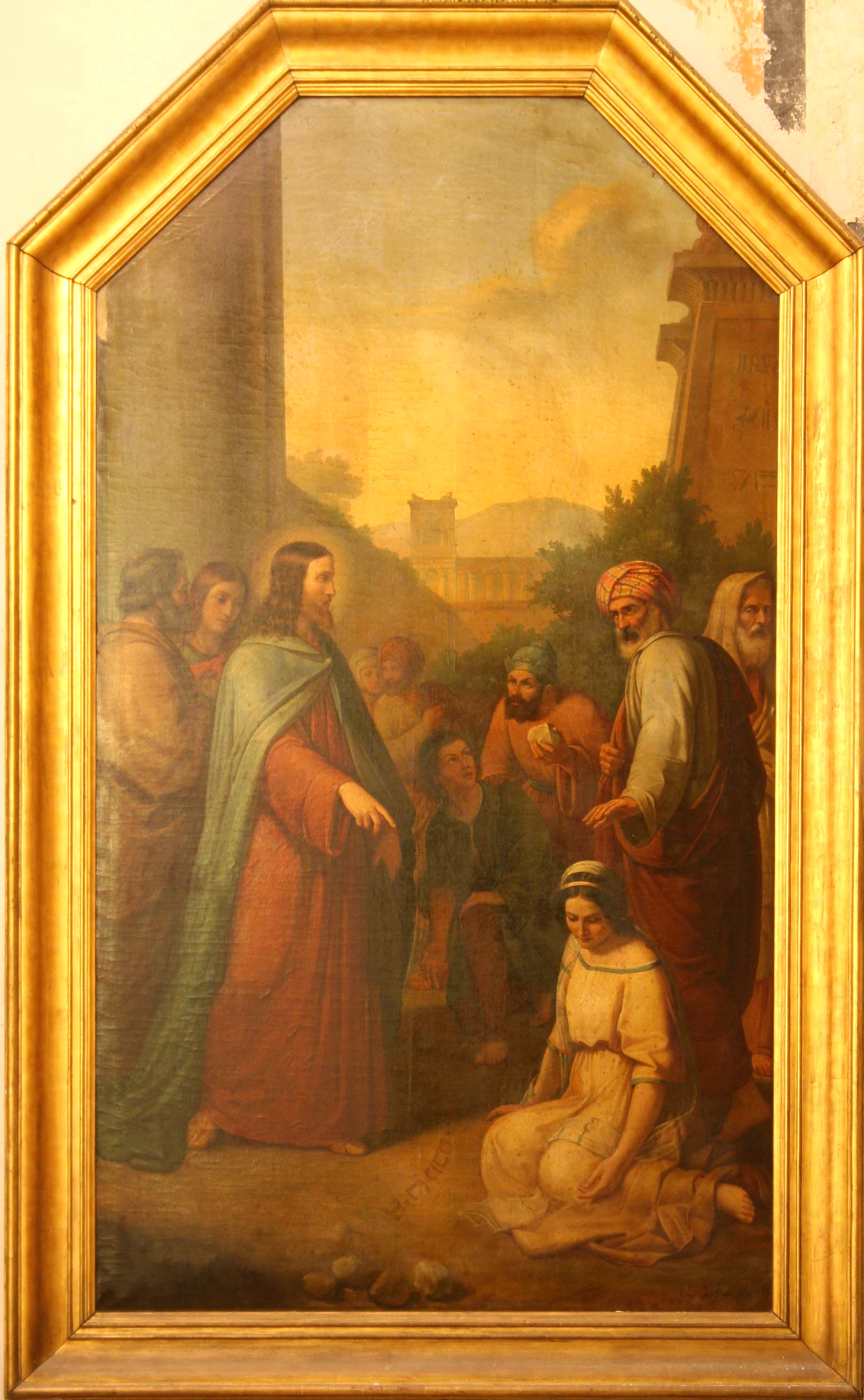
Cantérini, La Femme adultère.
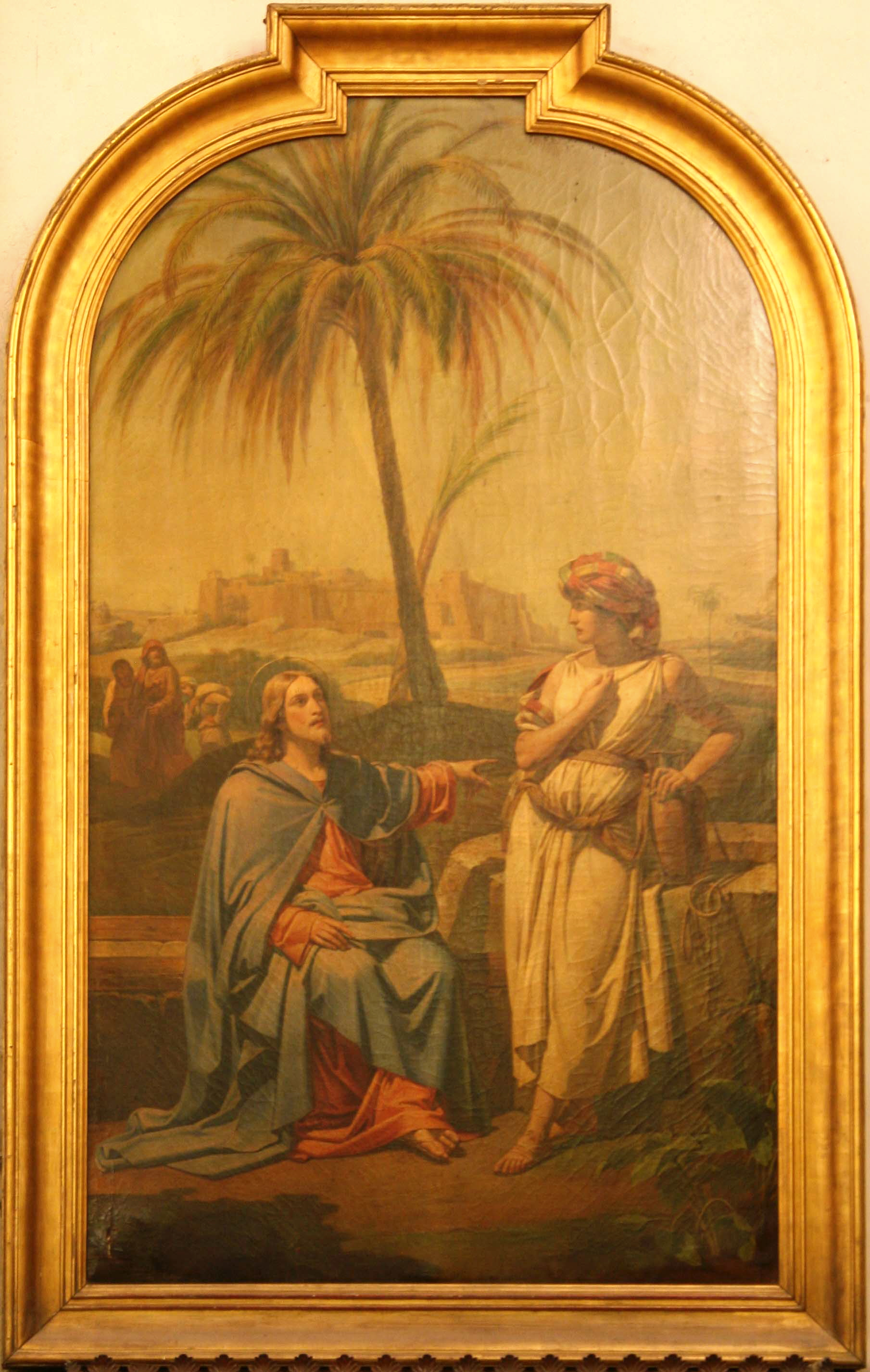
Julien Gustave Gagliardini, La Samaritaine.
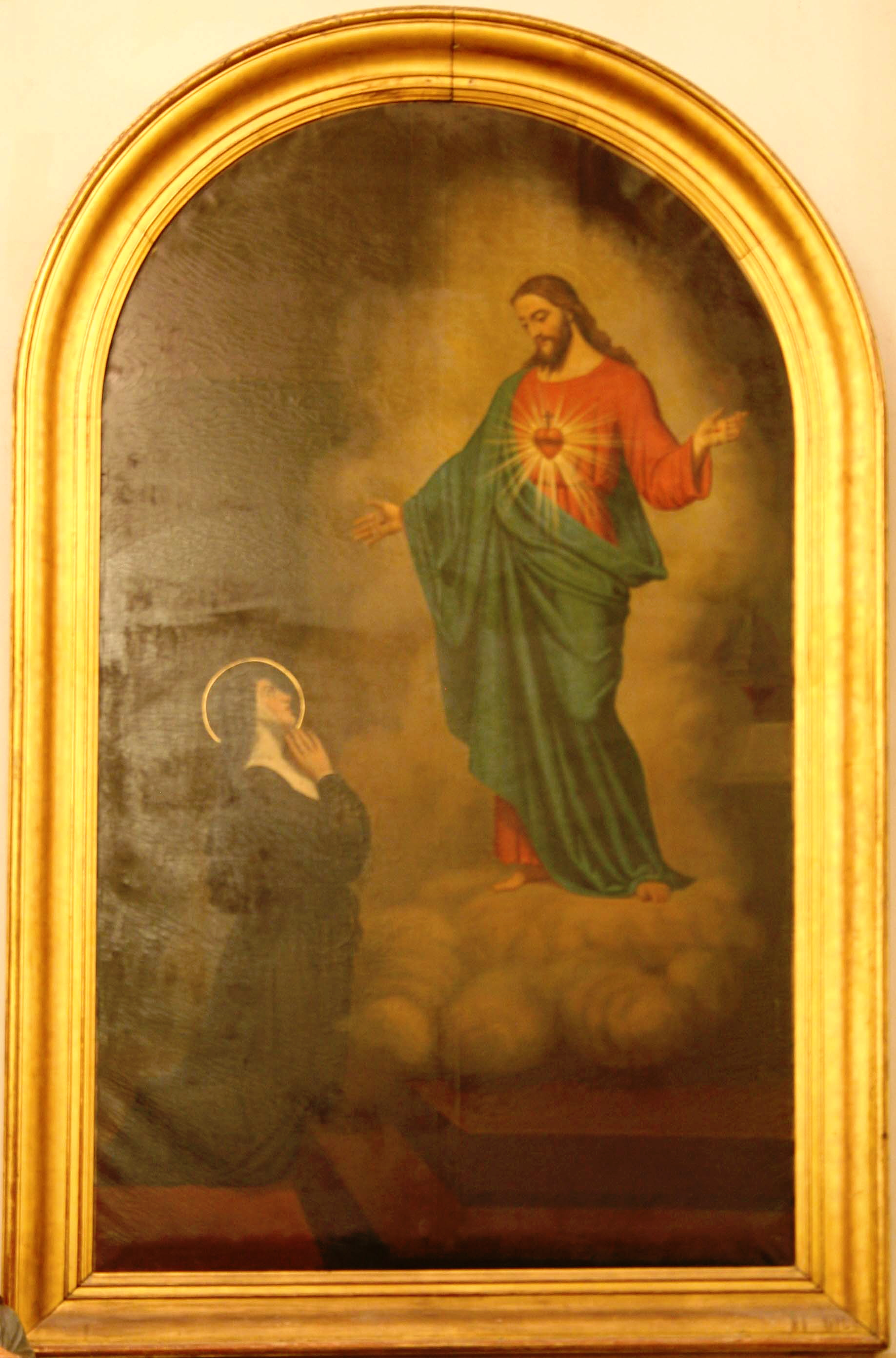
Abbé Cartier, Le Sacré-cœur de Jésus.
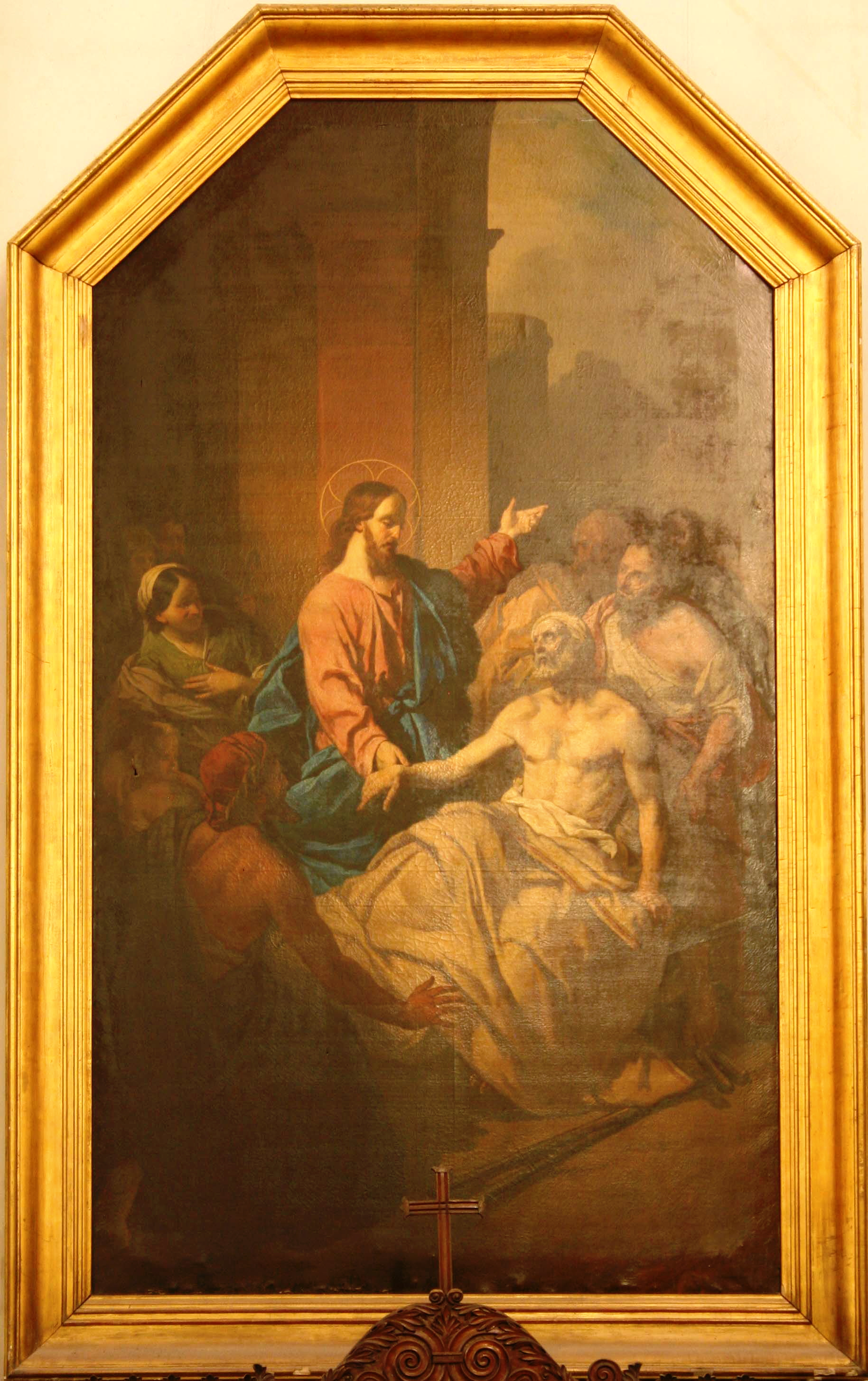
Auguste Nancy, Guérison du paralytique.
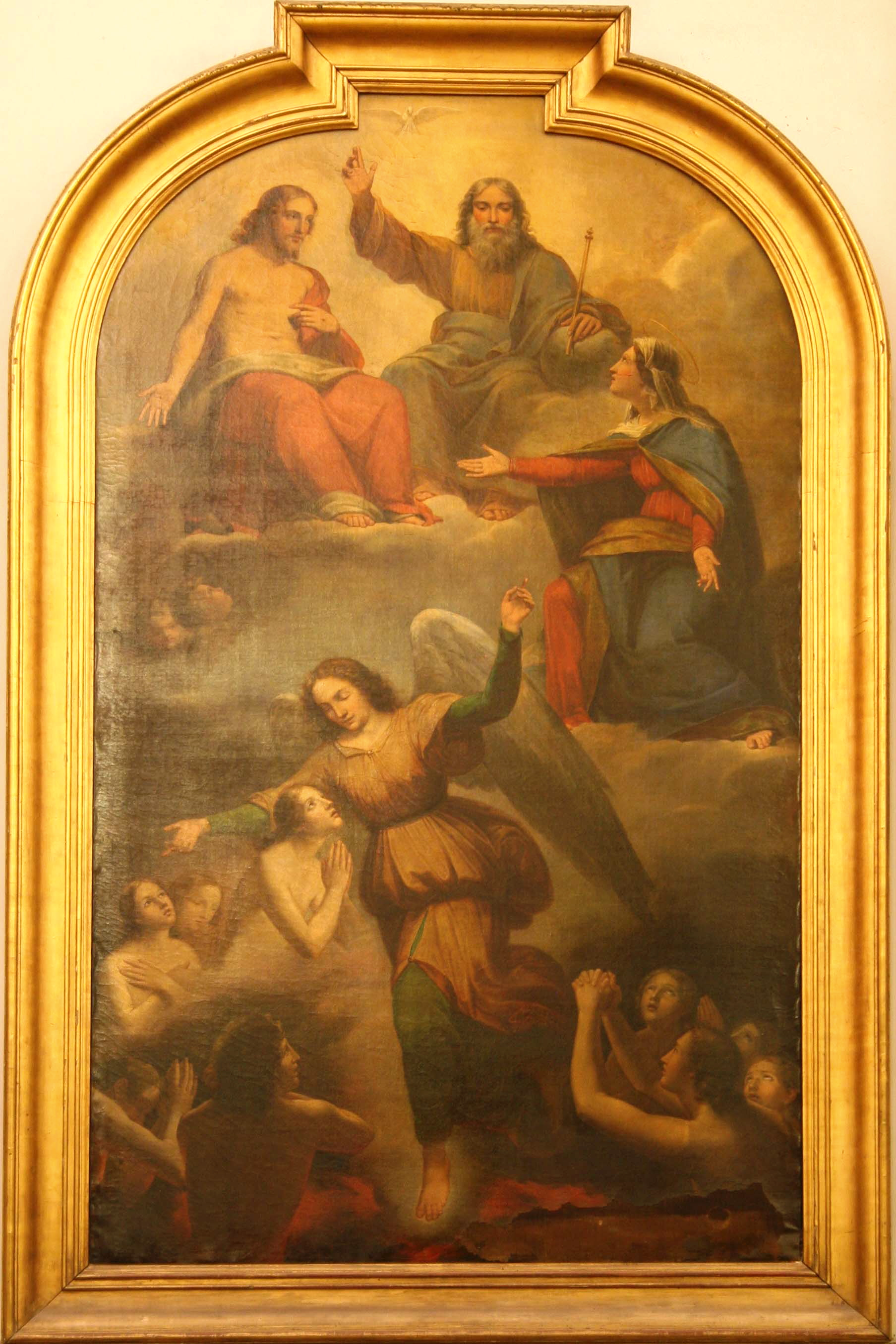
Julien Gustave Gagliardini, Délivrance des âmes du purgatoire.
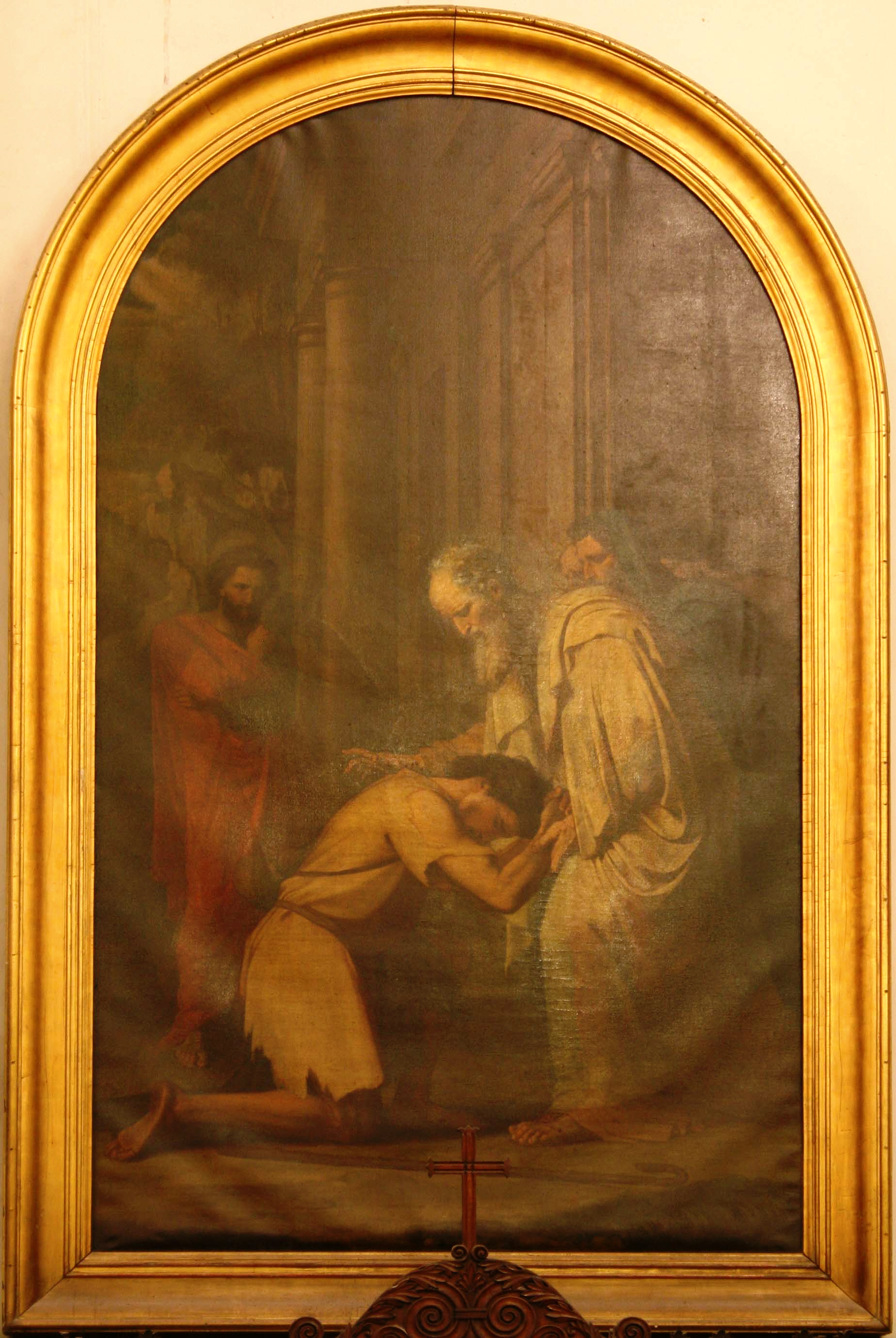
Pierre Bronzet aîné , Le Retour de l'Enfant prodigue.
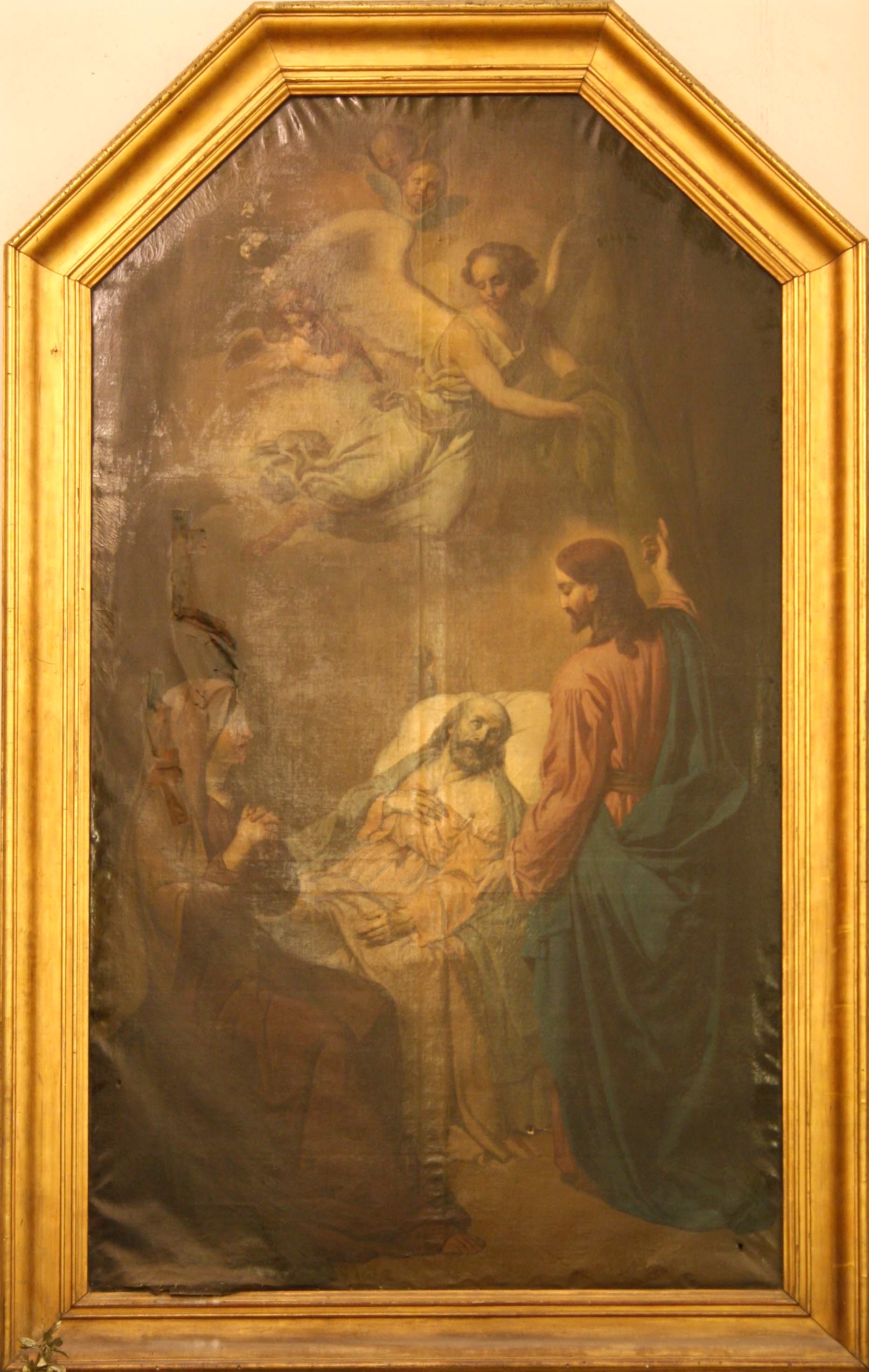
Auguste Nancy, La Mort de saint Joseph.

### Bas-côté gauche
À partir de la gauche en se dirigeant vers la chapelle saint Lazare, on trouve successivement les tableaux suivants : Le Baptême de l'eunuque de la reine de Candace par Mariotti, Jésus chez Simon le pharisien par Cantérini, La Sainte famille par Dominique Antoine Magaud, La Donation des clefs par Auguste Nancy, Jésus dans la maison de Béthanie par Gagliardi, La guérison du jeune homme possédé du démon par Pierre Bronzet aîné , Saint Michel par Gagliardi et Les saints de Marseille par Bronzet aîné.

Tableaux du bas-côté gauche
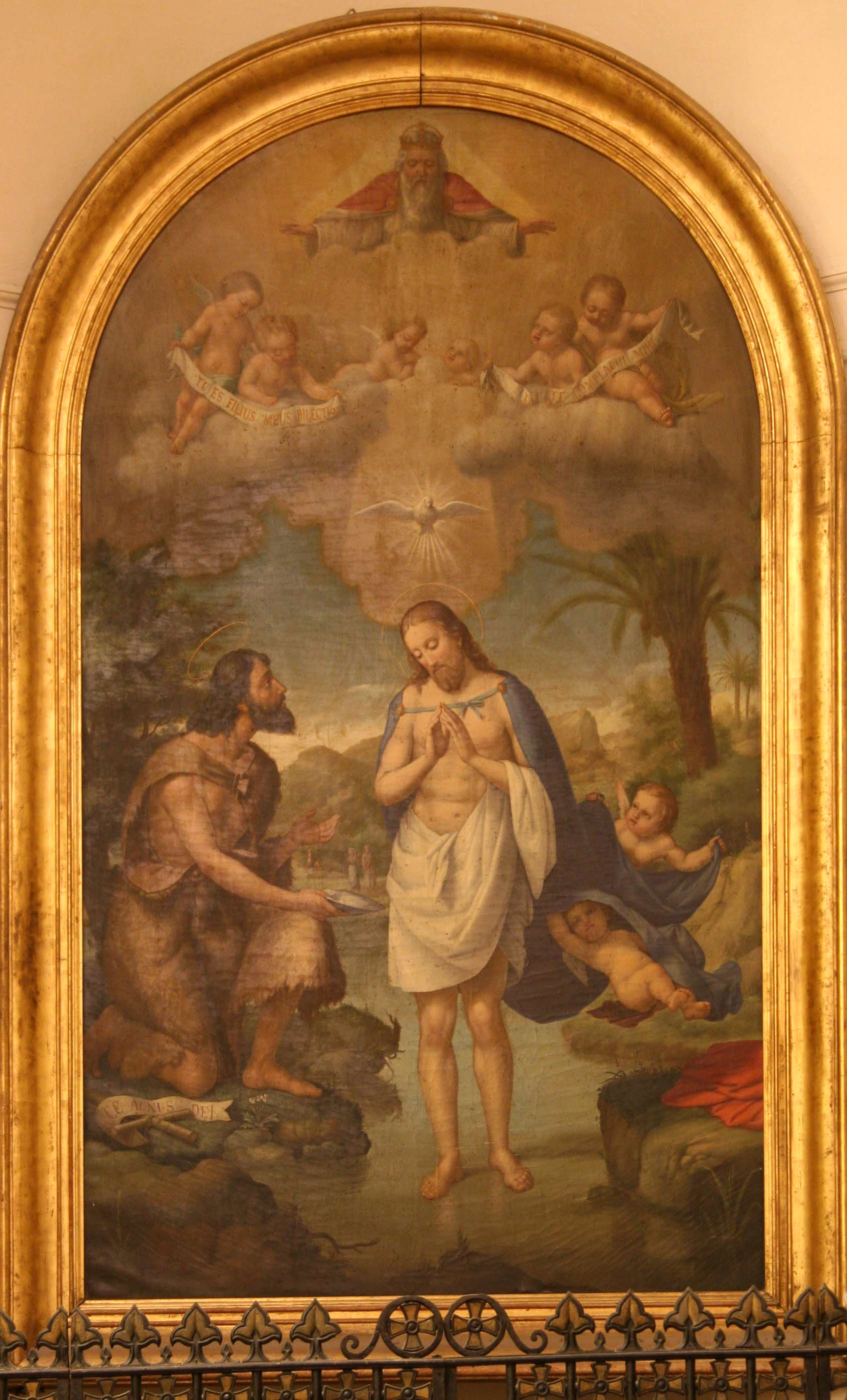
abbé Beguin, Baptême du Christ.
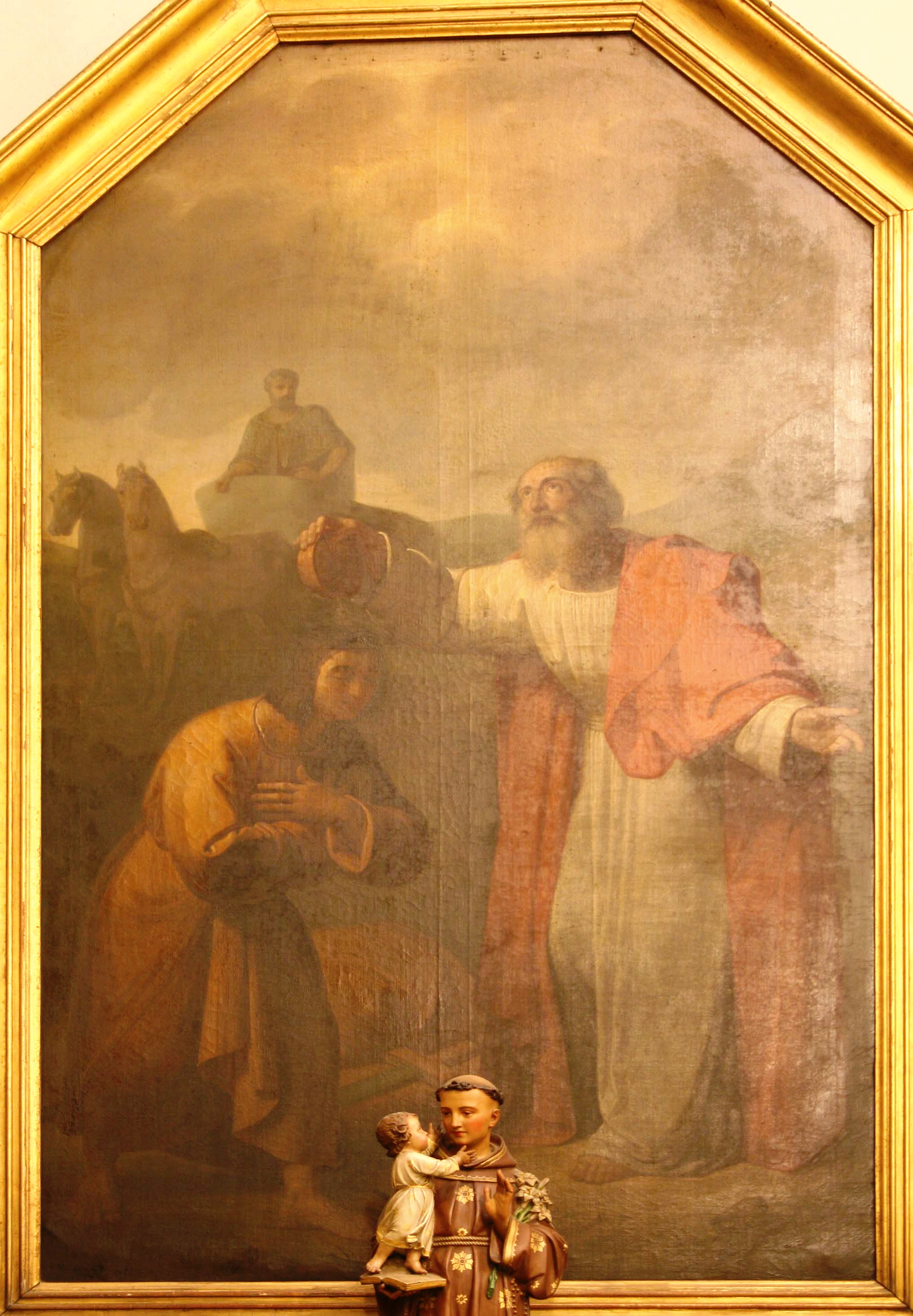
Mariotti, Le Baptême de l'eunuque de la reine de Candace.
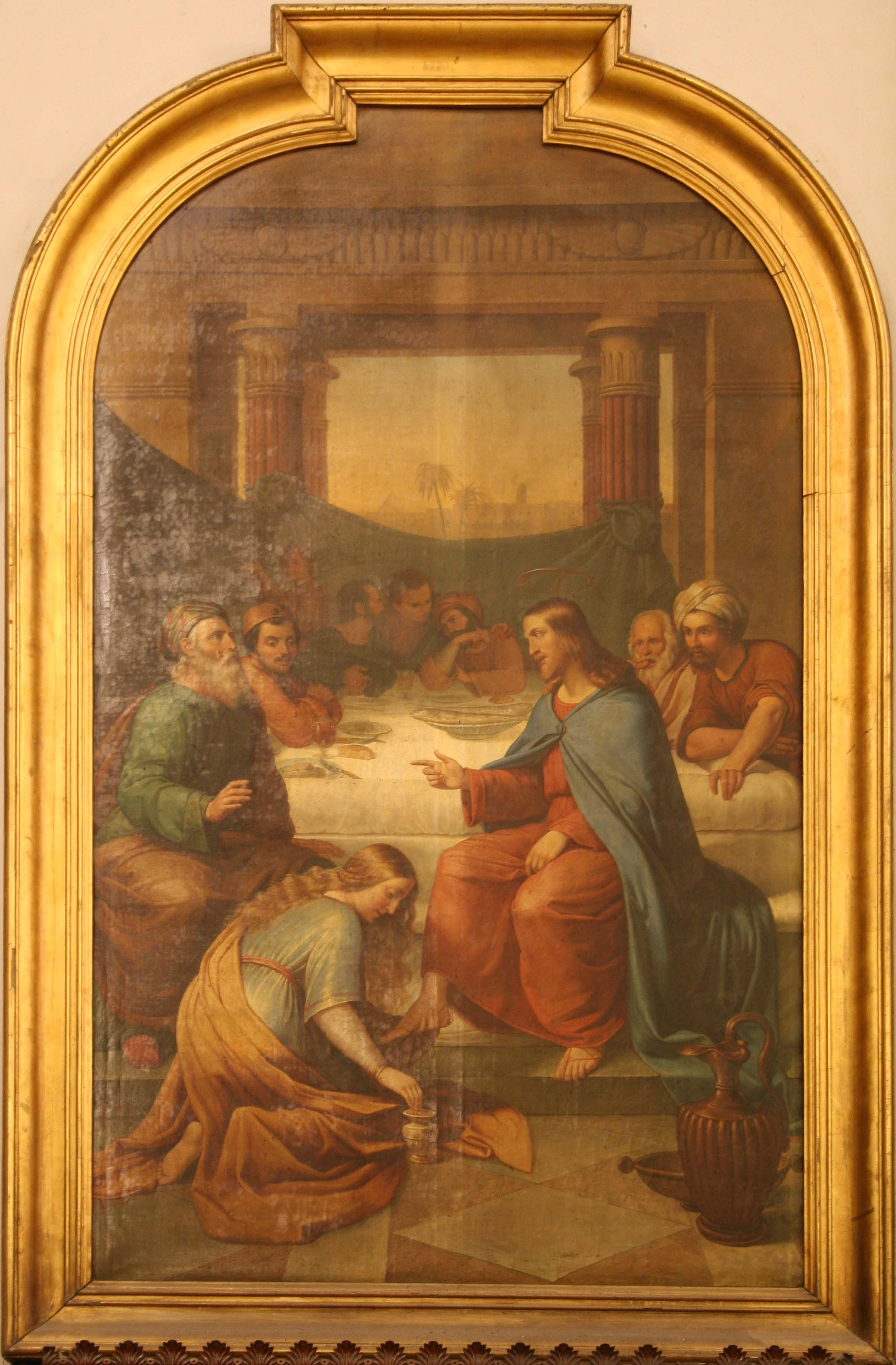
Cantérini, Jésus chez Simon le pharisien.
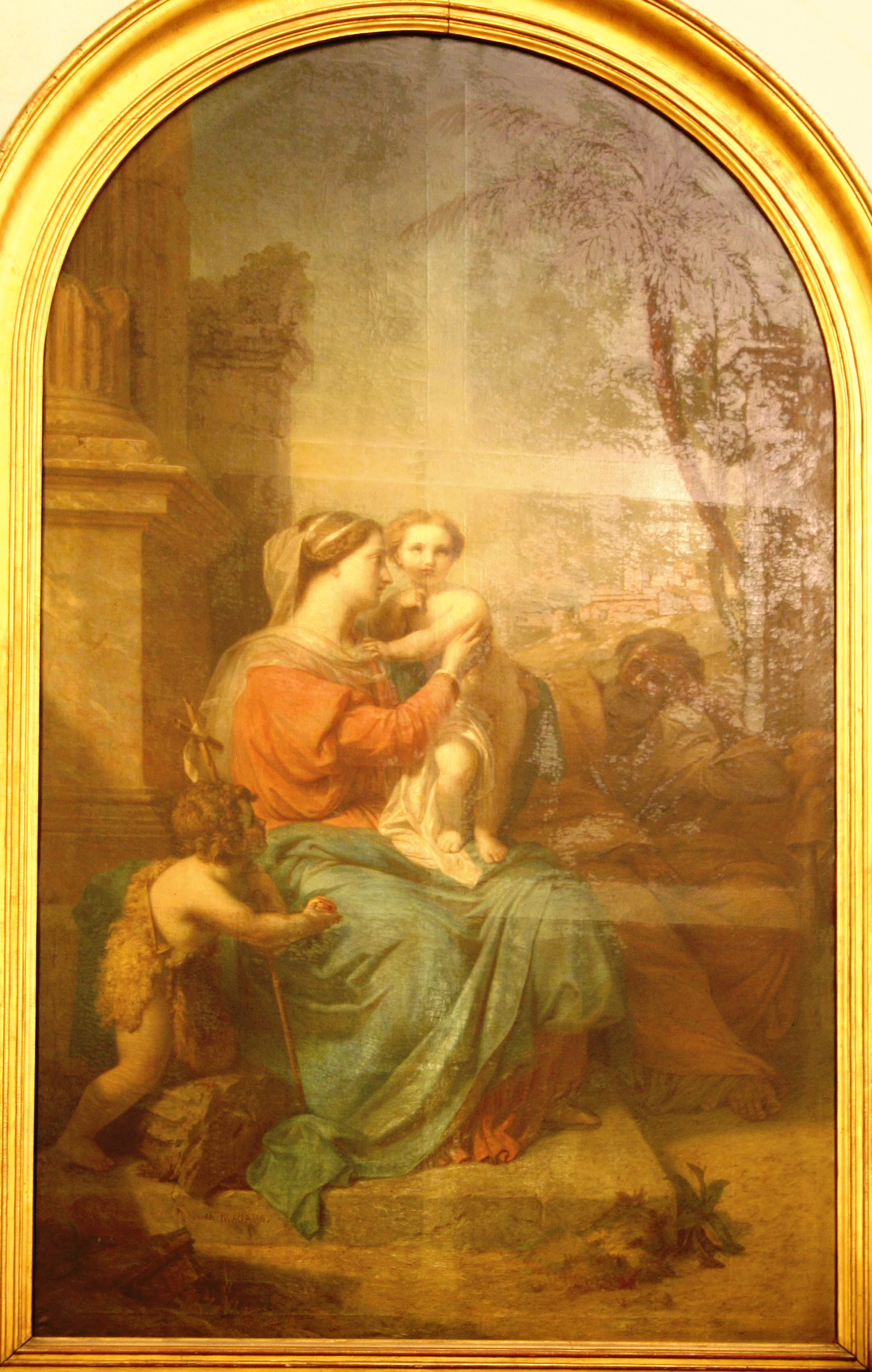
Dominique Antoine Magaud, La Sainte famille.
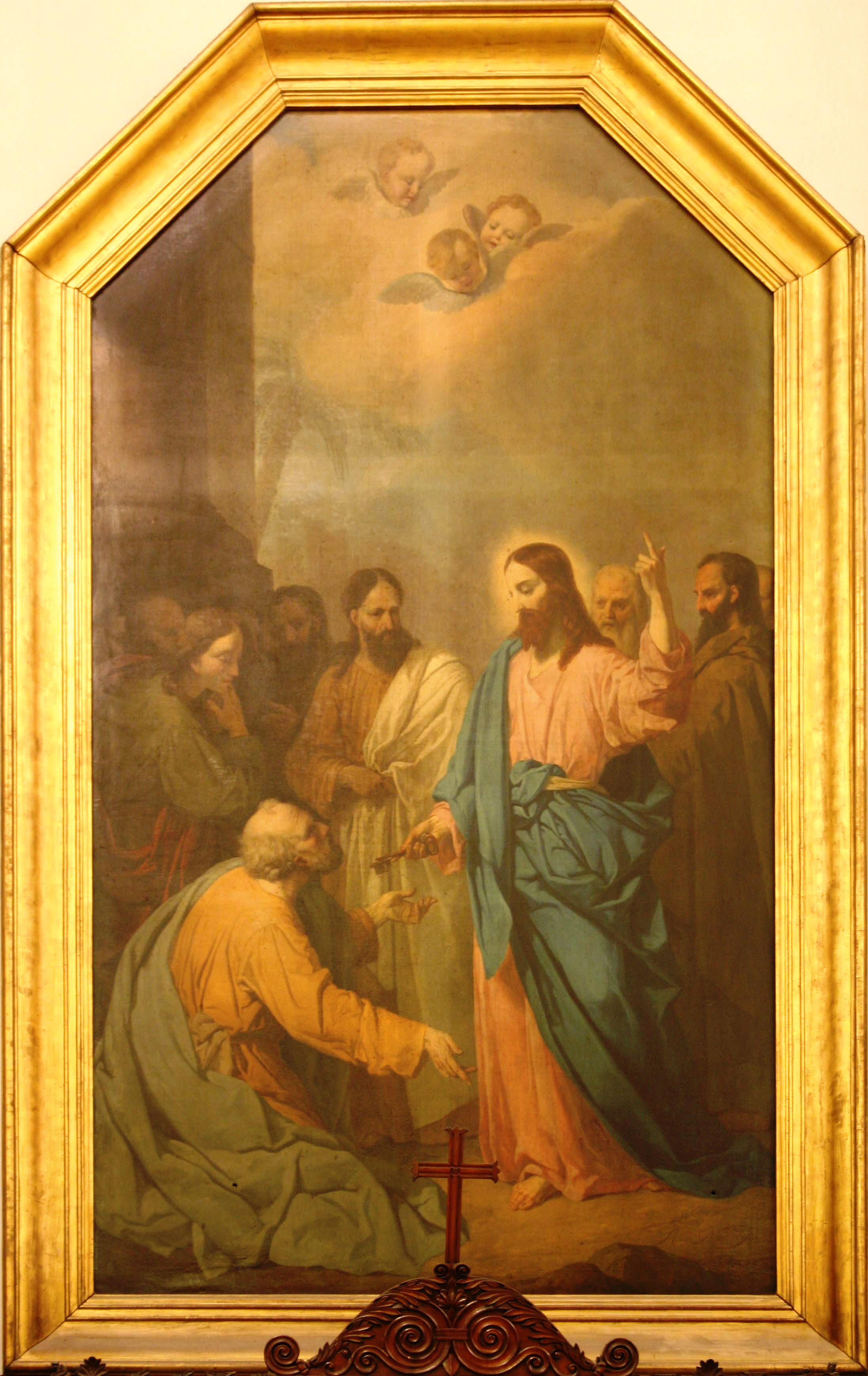
Auguste Nancy, La Donation des clefs.
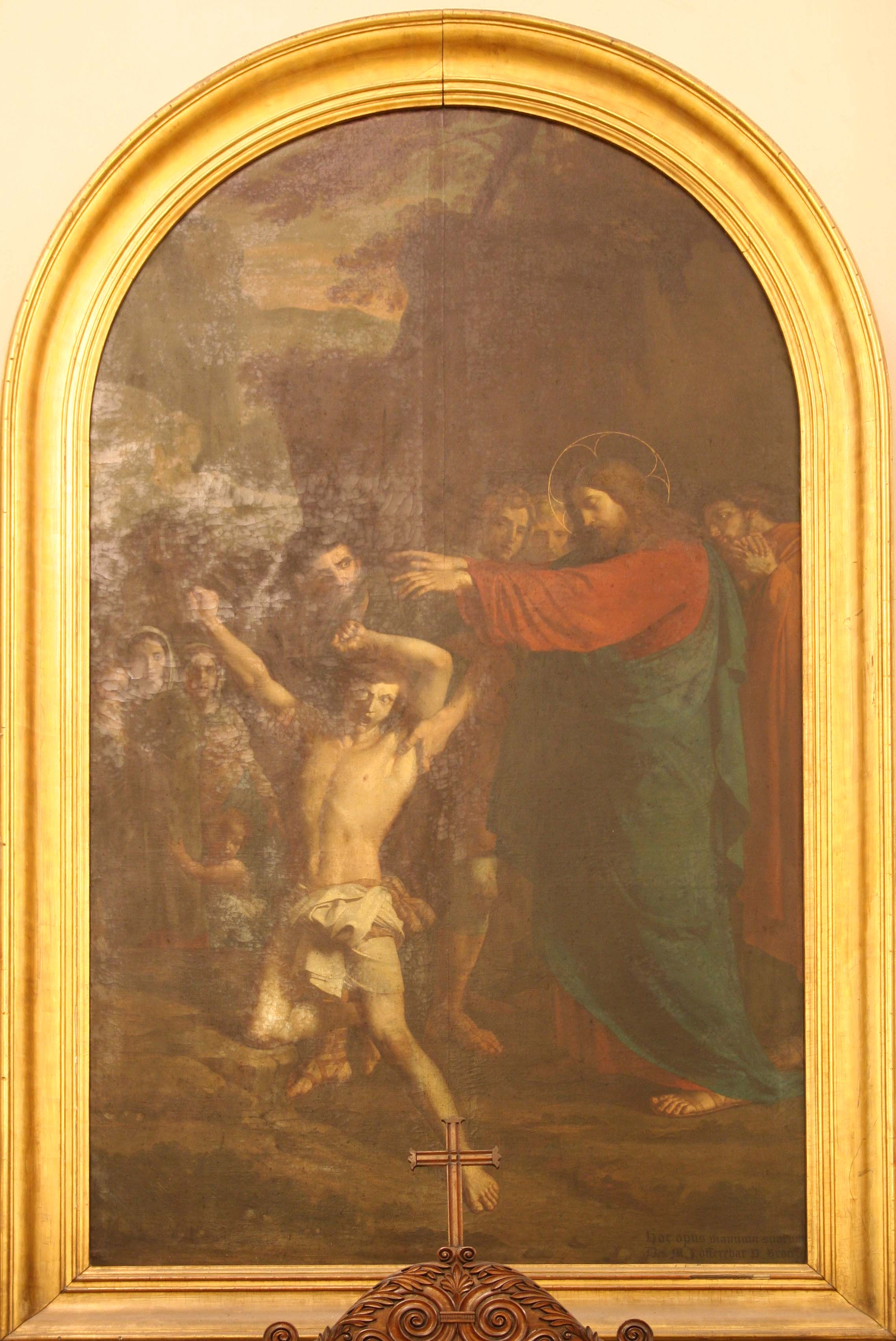
Pierre Bronzet aîné , Guérison du jeune homme possédé du démon.
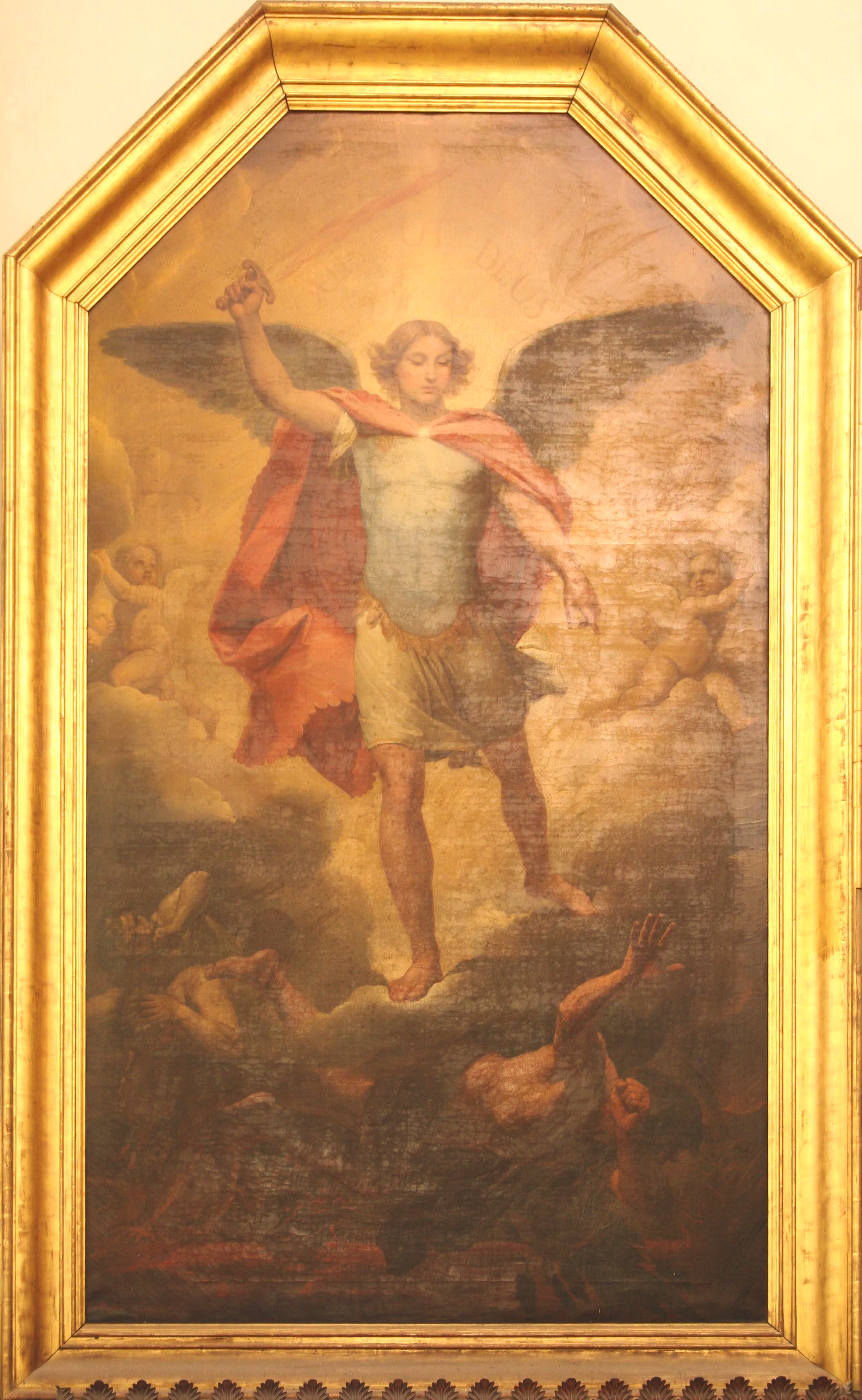
Gagliardini, Saint Michel.

## Plan de L'église
Légende du plan :
1. Maître-autel

Plan de l'église.

2. Tableau de Jean-Joseph Dassy, La Résurrection de saint Lazare à Marseille
3. Tableau de Jean-Joseph Dassy, L'Apostolat de saint Lazare
4. Tableau de Jean-Joseph Dassy, Le Martyre de saint Lazare
5. Statue de saint Lazare
6. Statue de la Vierge à l'enfant
7. Chaire
8. Tableau de Pierre Bronzet (mort en 1883), Les Saints de Marseille
9. Tableau de Gagliardi, Saint Michel
10. Tableau de Pierre Bronzet aîné, La Guérison du jeune homme possédé du démon
11. Tableau de Gagliardi, Jésus dans la maison de Béthanie
12. Tableau d'Auguste Nancy, La Donation des clefs
13. Tableau de Dominique Antoine Magaud, La Sainte famille
14. Tableau de Cantérini, Jésus chez Simon le pharisien
15. Tableau de Mariotti, Le Baptême de l'eunuque de la reine de Candace
16. Tableau de l'abbé Béguin, Le Baptême du Christ par saint Jean-Baptiste
17. Orgue
18. Calvaire et Christ en coix
19. Tableau de Cantérini, La Femme adultère
20. Tableau de Gagliardi, Jésus et la Samaritaine
21. Tableau de l'abbé Cartier, Le Sacré-Cœur de Jésus avec apparition à la bienheureuse Marguerite Marie
22. Tableau d'Auguste Nancy, La Guérison du paralytique
23. Tableau de Gagliardi, La délivrance des âmes du purgatoire
24. Tableau de Pierre Bronzet aîné, Le Retour de l'Enfant prodigue
25. Tableau d'Auguste Nancy, La Mort de saint Joseph
26. Tableau de Jean-Joseph Dassy, Le Couronnement de la Vierge